# 行政代執行法
行政代執行法（ぎょうせいだいしっこうほう、昭和23年5月15日法律第43号）は、行政上の強制執行方法の一つである行政代執行の要件と手続を定めた一般法である。
1948年（昭和23年）5月15日に公布された。
代執行ができる場合を、他の手段では義務の履行の確保が困難でその履行の放置が著しく公益に反するときに限定する。また、行政庁が自ら行い、または第三者に行わせる手続として戒告、通知、費用の徴収等の規定をおいている。代執行のほかに執行罰、直接強制を手段として認めていた従前の行政執行法（1900年）に代わって制定された。
我が国にまれに存在する、所管官庁の存在しない法令の一つである。

## 構成
- 第1条 適用範囲
- 第2条 代執行の要件
- 第3条 代執行の手続

- 第5条 費用納付命令
- 第6条 費用の徴収